# Comunitat de municipis del País d'Uzel-près-l'Oust
La Comunitat de municipis del País d'Uzel-près-l'Oust (en bretó Kumuniezh-kumunioù Bro Uzel e-tal an Oud) és una antiga estructura intercomunal francesa, situada al departament de les Costes d'Armor a la regió Bretanya, al País Centre Bretanya. Té una extensió de 40,71 kilòmetres quadrats i una població de 2.002 habitants (2009).

## Composició
Agrupa 3 comunes :
1. Allineuc
2. Uzel
3. Saint-Hervé